# Villes
Villes település Franciaországban, Ain megyében. Lakosainak száma 390 fő (2022. január 1.). Villes Billiat, Valserhône, Haut Valromey, Ochiaz és Arlod községekkel határos.

## Népesség
A település népessége az elmúlt években az alábbi módon változott:
| Lakosok száma | 146  | 184  | 226  | 340  | 351  | 354  | 376  | 389  | 394  | 390  |
|               | 1968 | 1982 | 1990 | 2006 | 2013 | 2015 | 2017 | 2019 | 2020 | 2022 |